# Johann von Kielmansegg
O conde Johann Adolf Graf von Kielmansegg (30 de dezembro de 1906 — 26 de maio de 2006) foi um general alemão que serviu na Wehrmacht durante a Segunda Guerra Mundial e na Bundeswehr (as forças armadas da República Alemã).
Recebendo treinamento na Academia de Guerra Prussiana, ele serviu com o exército alemão na Polônia, França e Rússia. Chegou a ser preso pela Gestapo como um co-conspirador após o Atentado de 20 de Julho de 1944, mas foi solto e voltou a liderar tropas durante a Batalha das Ardenas e comandou o 111º Regimento de Granadeiros Panzer até o final da guerra, quando se rendeu aos militares americanos e britânicos. Foi solto pelos Aliados em 1946 e chegou a trabalhar numa fazenda e depois em um jornal. Mais tarde escreveu o livro The Fritsch Affair of 1938, onde buscou defender seu tio, o general Werner von Fritsch, de acusações de "atividades homossexuais".
Em 1955, Kielmansegg se juntou a Bundeswehr, as novas forças armadas alemãs, como general de brigada. Comandou divisões blindadas e depois recebeu o posto de Comandante Supremo das forças terrestres da OTAN na Europa Central. Ele se aposentou em 1968. Faleceu na cidade de Bonn, em maio de 2006, o ano em que comemoraria 100 anos de idade.